# توکانچه دمگاه‌زرشکی
توکانچه دمگاه‌زرشکی (نام علمی: Aulacorhynchus haematopygus) نام یک گونه از سرده توکانچه سبز است.